# 匈牙利電視台
匈牙利電視台（匈牙利語：Magyar Televízió，簡稱MTV）為匈牙利的官方公共廣播電視機構，地點位在布達佩斯，旗下共有多個頻道，其為匈牙利歷史最悠久的電視台，1953年1月23日由政府內閣同意創立，並於1957年5月1日開播，起步時併在「匈牙利電台」(Magyar Rádióban)下，1957年8月18日與匈牙利電台合併為「匈牙利廣播電視公司」。2006年匈牙利抗議時曾被民眾短暫占領。2011年，转由匈牙利媒体服务支持与资产管理基金（匈牙利語：Médiaszolgáltatás-támogató és Vagyonkezelő Alap，MTVA）管理，并主要由其提供财政支持。

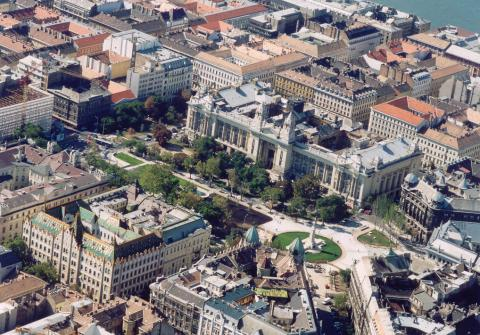
匈牙利電視台空中鳥瞰圖

## 开办中文节目
从2016年1月4日起，匈牙利电视台M1频道于当地时间每晚23:50-23:55播出中文新闻节目《匈牙利新闻联播》。